# 宮原和輝
宮原 和輝（みやはら かずき、1995年6月28日 - ）は、日本の元男子バレーボール選手である。

## 来歴
大阪府柏原市出身。小学3年生のときに、家族や姉の影響でバレーボールを始める。
清風高等学校、東海大学を経て、2017年、V・プレミアリーグ（当時のVリーグ1部リーグ）に所属するFC東京の内定選手となった。
2018年、大学卒業後に、FC東京に入団。2018-19シーズン、V1リーグ戦デビューを果たす。
2021-22シーズン終了をもって現役引退。引退後は、FC東京のチーム譲渡により誕生したプロクラブ・東京グレートベアーズのクラブスタッフに就任した。

## 所属チーム
- 清風高等学校（2011-2014年）
- 東海大学 （2014-2018年）
- FC東京（2018-2022年）